# Stahleckeria
Stahleckeria ist eine großwüchsige Gattung von Therapsiden aus der ausgestorbenen Gruppe Dicynodontia. Fossile Überreste dieser Gattung sind aus der mitteltriassischen (ca. 240 mya) Santa-Maria-Formation des Paraná-Beckens im brasilianischen Bundesstaat Rio Grande do Sul sowie aus der ungefähr gleich alten Omingonde-Formation des Waterberg-Beckens in Namibia bekannt. Einzige aktuell anerkannte Art ist Stahleckeria potens.

## Taxonomische Geschichte

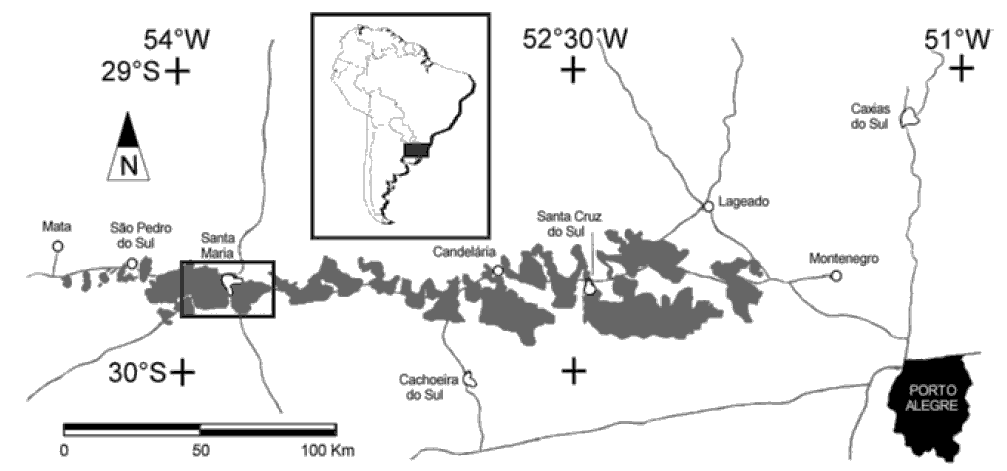
Karte des Geoparks Paleorrota in Rio Grande do Sul. Die Typlokalität von Stahleckeria liegt westlich von São Pedro do Sul, die beiden anderen Fundstellen liegen östlich von Santa Maria.

Das Typusmaterial der Typusart Stahleckeria potens, drei Schädel und zahlreiche Postcrania, wurde Ende der 1920er Jahre durch Rudolf Stahlecker, einen Studenten des berühmten deutschen Wirbeltierpaläontologen Friedrich Baron Hoyningen, genannt Friedrich von Huene, auf einer Fazenda in der Gemeinde São Pedro do Sul (Fossillokalität Chiniquá) im Süden Brasiliens ausgegraben. Die Erstbeschreibung der Gattung und Art durch von Huene wurde im Jahr 1935 veröffentlicht. Den Gattungsnamen Stahleckeria wählte er zu Ehren des Finders.
Der ebenfalls sehr bedeutende US-amerikanische Paläontologe Alfred Romer und sein brasilianischer Kollege Llewellyn Ivor Price beschrieben 1944 eine weitere Art, Stahleckeria lenzii, basierend auf einem unvollständigen Schädel und einigen Postcrania aus der östlich benachbarten Lokalität Candelária. Diese Art wurde im Jahre 1965 in die eigens errichtete Gattung Barysoma verschoben, 1993 jedoch mit Stahleckeria potens synonymisiert.
Der gleiche Autor, der diese Synonymisierung vornahm, beschrieb 2002 eine neue Art, Stahleckeria impotens, anhand eines relativ kleinen Schädels und mehrerer postcranialer Elemente aus einer Lokalität bei Cachoeira do Sul und wies ihr auch einige Stücke aus der Typlokalität zu. Eine umgehende (2005) Neuuntersuchung dieses Materials ergab jedoch, dass es sich wahrscheinlich um nicht-ausgewachsene Individuen von Stahleckeria potens handelt. Somit ist Stahleckeria potens die einzige allgemein akzeptierte Art.
Im Jahre 2013 wurden erstmals Funde von Stahleckeria außerhalb der Santa-Maria-Formation und überdies außerhalb Südamerikas vermeldet. Der Schädel sowie einige Postcrania entstammten Lokalitäten in der Omingonde-Formation am Waterberg im Norden Namibias.

## Merkmale

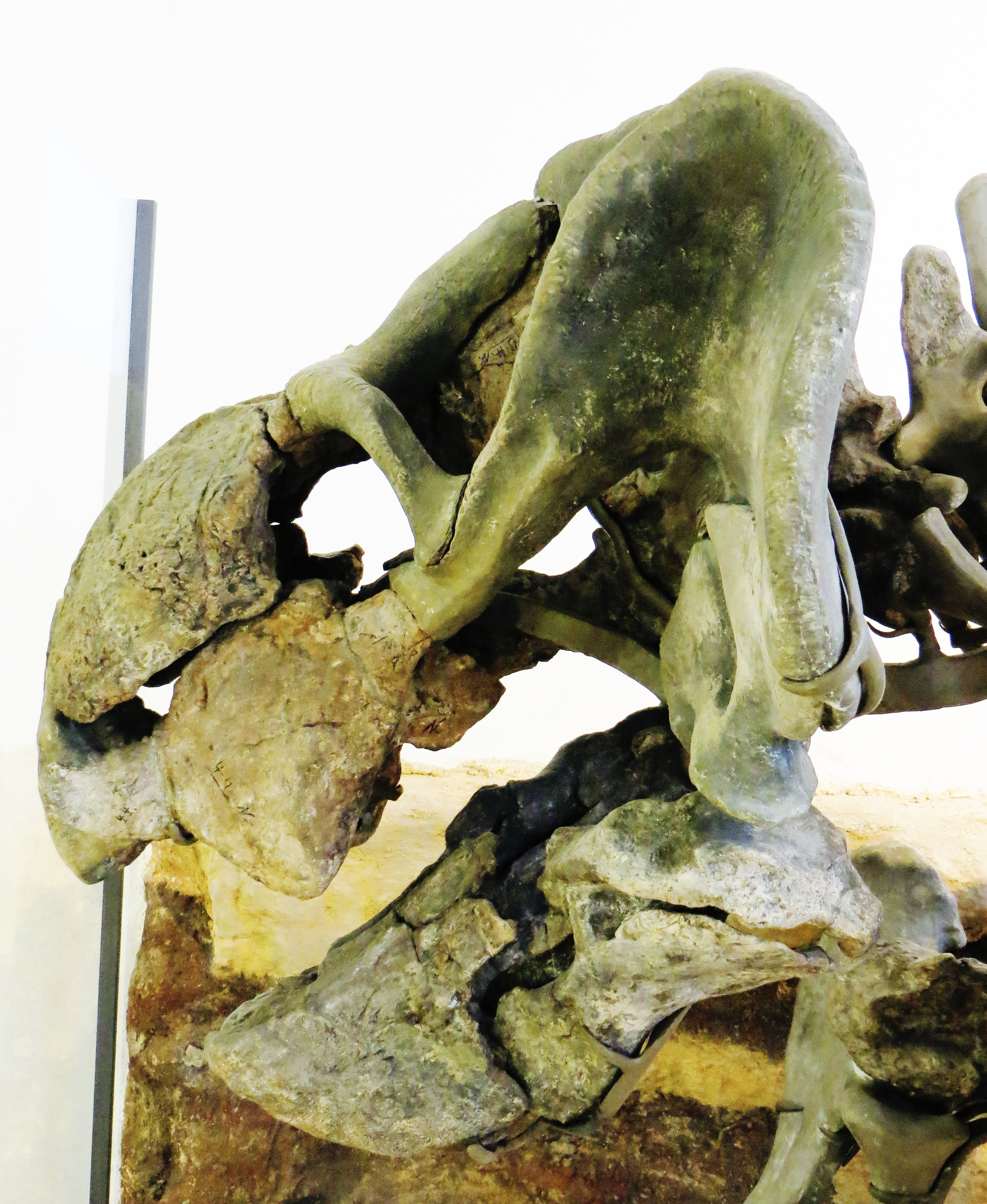
Schädel von Stahleckeria potens von der linken Seite gesehen, Paläontologische Sammlung der Universität Tübingen

Größe von Stahleckeria im Vergleich mit einem Menschen.

Eines der augenfälligsten Merkmale von Stahleckeria  ist ihre Größe. Die lebenden Tiere wurden etwa 3 m lang und hatten einen gedrungenen massigen Habitus, ähnlich dem heutiger Großsäuger wie Nashörner und Flusspferde. Das Skelett zeigt zahlreiche Anpassungen an ein hohes Körpergewicht, speziell sehr kurze, dicke Arm- und Beinknochen. Der Rippenkorb ist voluminös-fassartig ausgebildet.
Der Schädel zeigt die typischen Merkmale der Dicynodontier, mit prinzipiell zahnlosen Kieferknochen und einem großen, an der Schnauzenspitze nach unten gezogenem Prämaxillare. Das Prämaxillare und die ihm gegenüberliegende Partie des Dentale trugen beim lebenden Tier wahrscheinlich scharfkantige Hornscheiden, die als „Schneidezähne“ fungierten. Die für viele Dicynodontier typischen und für die Gruppe namensgebenden maxillaren „Stoßzähne“, die besonders ausgeprägt auch bei Dinodontosaurus vorhanden sind, einer Gattung, die ebenfalls in der Santa-Maria-Formation vorkommt, fehlen bei Stahleckeria. Der präorbitale Schädel ist sowohl relativ hoch als auch relativ breit. Er verjüngt sich nach vorn (rostral), die Schnauzenspitze ist jedoch eher stumpf. Das Lacrimale ist nicht an der Umrandung der äußeren Nasenöffnung beteiligt. Das Jugale ist klein und bildet den unteren (ventralen) Rand der Augenhöhle. Die obere (dorsale) Partie des Maxillare reicht nicht auf den Schnauzenrücken hinauf. Der hintere Teil des Maxillare ragt keilartig relativ weit in den vorderen Abschnitt des unteren Temporalbogens („Jochbogens“) hinein. Der Rest des unteren Temporalbogens wird ausschließlich vom Squamosum gebildet, wie auch ein Großteil der übrigen hinteren Partie des dermalen Schädeldaches, einschließlich der seitlichen (lateralen) Wandungen des Hinterhauptes. Das Postorbitale ist groß und bildet einen Postorbitalbogen, dessen ventrales Ende mit dem vorderen Abschnitt des unteren Temporalbogens in Kontakt steht. Das Pinealforamen liegt größtenteils innerhalb der hinteren Partien der Frontalia, sodass die vorderen Partien der Parietalia nur am hinteren Abschluss des Foramens beteiligt sind, im Gegensatz zur nahe verwandten Gattung Ischigualastia, bei der das Pinealforamen überwiegend von den Parietalia gerahmt wird. Der Sagittalkamm (Intertemporalkamm, Parietalkamm) ist schwach ausgeprägt, niedrig und relativ breit.

## Lebensweise
Stahleckeria zeigt typische Merkmale eines großen Pflanzenfressers. Die ökologische Nische, die sie besetzte, dürfte jener der heutigen großen, schweren pflanzenfressenden Säugetiere geähnelt haben. Entsprechend hatte sie im ausgewachsenen Zustand nur die größten Fleischfresser ihrer Lebewelt zu fürchten.
Die Nahrung bestand vermutlich vorwiegend aus relativ weichem Pflanzenmaterial. Ihr Occipitalindex, ein Wert, der ermittelt wird aus den Schädelproportionen sowie den Abständen zwischen den Ansatzstellen der Nackenmuskeln am Hinterhaupt (Occiput) und an der Hinterhauptskondyle, legt nahe, dass die Individuen von Stahleckeria bevorzugt niedrige Vegetation abweideten.

## Systematik
Stahleckeria ist Typustaxon der Unterfamilie Stahleckeriinae und der Familie Stahleckeriidae. Letztgenannte sind, einer Verwandtschaftsanalyse aus dem Jahr 2013 zufolge, die am stärksten abgeleitete Gruppe der Kannemeyeriiformes, einer Gruppe großwüchsiger schwer gebauter, rein triassischer Dicynodontier. Mit ihrer Größe und ihrem Habitus ist Stahleckeria ein größerer aber typischer Vertreter der Kannemeyeriiformes.

## Bedeutung
In der Landwirbeltier-Biostratigraphie ist Stahleckeria ein kennzeichnendes Taxon der Dinodontosaurus Assemblage Zone, die wiederum Ablagerungen der oberen Mitteltrias (Ladinium) kennzeichnet. Das Vorkommen von Stahleckeria in der Omingonde-Formation bestätigte Vermutungen, dass diese Einheit, entgegen traditioneller Ansicht, ladinischen statt höchstens anisischen Alters ist. Darüber hinaus bestätigte dieser Fund einmal mehr die enge geographische Beziehung zwischen dem südlichen Afrika und Südamerika im frühen Mesozoikum (vgl. → Pangaea, → Gondwana).

## Museumsstücke

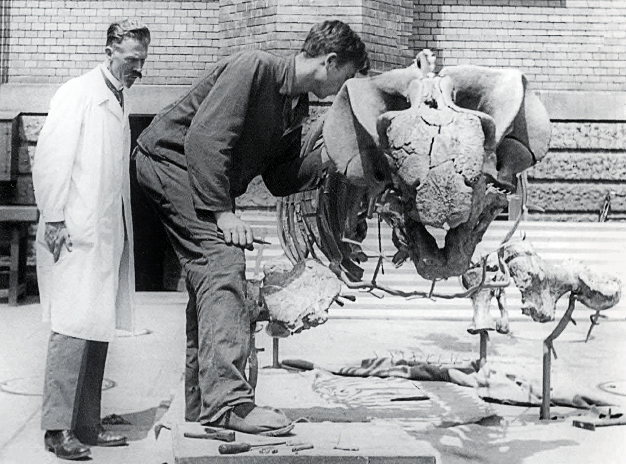
Friedrich von Huene (links) zusammen mit einem weiteren Mitarbeiter des Tübinger Museums beim Erstellen einer Skelettrekonstruktion von Stahleckeria potens im Jahr 1935

Eine Skelettrekonstruktion, die auf dem in den 1920er Jahren gesammelten Typusmaterial basiert, ist in der Paläontologischen Sammlung des Museums der Universität Tübingen ausgestellt.
Obwohl es sich nahe der Typlokalität von Stahleckeria befindet, hatte das Paläontologische und Archäologische Museum Walter Ilha in São Pedro do Sul an der Paleorrota lange Zeit selbst kein entsprechendes Exponat. Dies änderte sich erst im April 2009, als in feierlichem Rahmen Mitarbeiter des Museums der Universität Tübingen die Replik eines Stahleckeria-Schädels an das Walter-Ilha-Museum übergaben.